# American University
L'American University est une université privée américaine fondée en 1893 en vertu d'un Acte du Congrès. Située dans l'un des quartiers les plus résidentiels du district de Columbia, elle est souvent connue par son sigle « A.U. ». L'université a été fondée par des Méthodistes et est toujours liée à l'Église méthodiste unie. Ses programmes sont notamment dispensés par le Washington College of Law (droit), la School of International Service (relations internationales), la Kogod School of Business (finance, gestion) et la School of Public Affairs (science politique, administration publique).
L'American University accueille régulièrement d'éminents acteurs du monde politique. En juin 1963, lors d'une cérémonie de remise des diplômes, le président John F. Kennedy y prononça un discours en faveur de la paix devenu célèbre. Par la suite, la plupart des présidents des États-Unis se sont exprimés devant la communauté de l'American University, notamment Jimmy Carter et Bill Clinton. Il n'est pas rare non plus que des chefs d’État étrangers s'y rendent pour s'exprimer sur des sujets politiques variés.
Plus de 11 000 étudiants (undergraduates et graduates) fréquentent aujourd'hui son campus situé au cœur de la capitale fédérale américaine. Son réseau d'anciens élèves est présent à travers le monde. La Princeton Review classe les étudiants de A.U. comme étant les plus actifs sur le plan politique.
L'université dispose notamment d'accords d'échanges en France avec NEOMA Business School, Kedge Business School, la SKEMA Business School, Paris-Dauphine, Paris X - Nanterre, l’École des Hautes études internationales (HEI), l'ESJ Paris, Sciences-Po Paris, Sciences-Po Grenoble, Sciences-Po Lille et Audencia Nantes.
L'équipe de basket-ball de l'université, The Eagles (« les Aigles »), a connu des succès récemment[Quand ?].
Depuis quelques années, l'université poursuit sa campagne d'agrandissement et de travaux, baptisée « AnewAU » (« une nouvelle A.U. »). L'université a récolté 200 millions de dollars de dons pour mener à bien ce projet.

## Personnalités liées à l'université

### Professeurs
- Elizabeth Eisenstein, historienne
- Rachel Louise Snyder, journaliste d'investigation

### Étudiants
- Jean-Pierre Bouchard psychologue et criminologue est diplômé en victimologie de l’université René Descartes Paris V et de l’American University de Washington.
- Cass Elliot, chanteuse des années 1960 (The Mamas & the Papas).
- Winifred Hyson, compositrice et professeure de musique américaine.
- Kantathee Supamongkol, diplomate et homme politique thaïlandais.
- Iván Duque Márquez, président de la Colombie
- Asra Nomani, essayiste et journaliste
- Louis Sarkozy